# 神戸デザイナー学院
神戸デザイナー学院（こうべデザイナーがくいん）は、神戸市中央区に存在した各種学校である。略称はKDG（Kobe Designer's Gakuin college）。
現在は姉妹校である大阪デザイナー専門学校が学生募集を集約して行っている。

## 沿革
- 1968年 神戸交通センタービル内に設立。
- 2011年7月15日 廃止認可

## 設 置
- 高等部（通信制高校連携：高卒資格取得）

・週5日/週4日/週1日コース
<高卒資格主要科目、グラフィックデザイン、イラストレーション、キャラクターデザイン、ファッションデザイン、インテリアデザイン、メイク、ネイル、絵本、ビジネス など>
- 研究科短期スキルアップコース

・グラフィックデザイン
・ファッションデザイン
・イラストレーション
・インテリアデザイン
・ＣＧキャラクターデザイン
・エディトリアルデザイン
・プロダクトデザイン
・パッケージデザイン